# Erik Varden
Erik Varden OCSO (ur. 13 maja 1974 w Sarpsborgu) – norweski duchowny katolicki, biskup-prałat Trondheim od 2020, administrator apostolski sede vacante Tromsø od 2023. 

## Życiorys
Urodził się w Sarpsborgu w niepraktykującej rodzinie luterańskiej, zdecydował się na chrzest w obrządku katolickim, co nastąpiło w 1993 roku. Studiował oraz napisał doktorat na uczelniach w Cambridge i Paryżu. W 2002, po ukończeniu studiów, wstąpił do opactwa trapistów Mount Saint Bernard położonego niedaleko Coalville w hrabstwie Leicestershire. Po profesji zakonnej, którą wypełnił w 2007, w latach 2009–2011 studiował teologię patrystyczną na Papieskim Instytucie Wschodnim w Rzymie. W latach 2011–2013 był wykładowcą na Papieskim Ateneum św. Anzelma w Rzymie. Od 2015 był opatem opactwa Mount Saint Bernard.
16 lipca 2011 otrzymał święcenia kapłańskie. 1 października 2019 papież Franciszek mianował go biskupem-prałatem prałatury terytorialnej Trondheim. Sakry biskupiej udzielił mu Bernt Ivar Eidsvig, biskup Oslo, 3 października 2020 w Nidarosdomen, zaś opóźnienie względem dnia ogłoszenia papieskiej wynikało z okresu sabatycznego, o który nominowany prosił i który przyjął, oraz ograniczenia związane z COVID-19, które nastąpiły później.
31 sierpnia 2023 został prekonizowany przez papieża Franciszka administratorem apostolskim sede vacante prałatury terytorialnej Tromsø.

## Publikacje
- Samotność przełamana, 2022 (Wydawnictwo W drodze); (oryg. The Shattering of Loneliness: On Christian Remembrance, 2018; wyd. norweskie Lengsel er mitt vesen) ISBN 978-83-7906-534-9.